# Theridiosoma kikuyu
Theridiosoma kikuyu är en spindelart som beskrevs av Brignoli 1979. Theridiosoma kikuyu ingår i släktet Theridiosoma och familjen strålspindlar.
Artens utbredningsområde är Kenya. Inga underarter finns listade i Catalogue of Life.